# Feketegyarmat
Feketegyarmat (románul Iermata Neagră) falu Romániában, Arad megyében, Kisjenőtől északnyugatra, a Fekete-Körös mellett, Ant és Nagyzerind közt, a román-magyar határ közelében.

## Nevének eredete

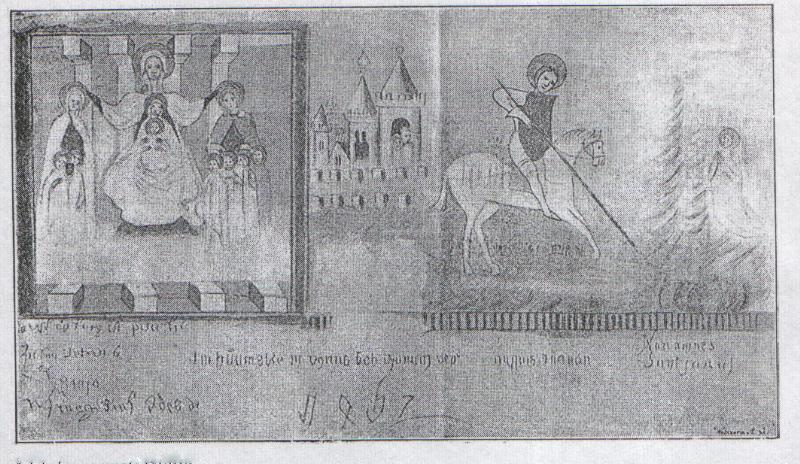
Feketegyarmat templomának előkerült freskói

Nevének első tagja az itt elfolyó Fekete-Körösre utal, utótagja az ómagyar Gyarmat törzsnévből keletkezett.

## Története
Feketegyarmat Árpád-kori település. Nevét 1241-ben a tatárjárás idején Rogerius kanonok említette meg először Garmad néven Siralmas énekében, melyben a tatárok itteni pusztításait is megénekelte a tatár Kádán kán serege elől Váradról Csanádra menekülésekor.
1332-ben Gaumandnak, 1334-ben Gormatnak, 1335-ben Garmathnak írták.
A környék a fennmaradt oklevelek adataiból következtethetően az ősi magyar vallás és hitvilág egyik fontos központja lehetett. Erre enged következtetni az is, hogy itt a közelben volt Vata és Ajtony nemzetségi szállásközpontja is.
Márki Sándor erről így írt Arad vármegye monográfiája című művében: „Igricek, hegedősök laktak a mai Aradvármegye északi részén, a Fekete-Körösbe ömlő Tőz vidékén is. Igricverse (Igrechwerse) nevű földet hallunk emlegetni még 1429-ben is ezen a tájon...”
1561-ben Kis-Gyarmat, 1808-ban Gyarmath (Fekete) néven fordult elő neve. 1851-ben nagy árvizekről írtak a Fekete-Körös vidékén, és a feljegyzések szerint ekkor határa 8143 hold, lakosainak száma pedig 1321 fő, valamennyi református. Birtokosául pedig István főherceget írták.
1888-ban Arad vármegye Kisjenői járásához tartozott. 1920-ban határfalunak írták. 1974-ben Zerind (Nagyzerind) község faluja volt.

## Nevezetességek
- Református temploma helyén a 13. századig óromán stílusú templom állt, mely a tatárjárás alatt megrongálódott, és később új épült helyette. 1862-ben a templomban végzett belső felújításokkor középkori freskók kerültek napvilágra, melyek egy része a figyelmetlen felújítási munkálatokkor elpusztult.
- A településtől nyugatra halad el a szarmaták által 324 és 337 között épített, az Alföldet körbekerülő Csörsz-árok vagy más néven Ördögárok nyomvonala.